# ARM Cortex-A73
ARM Cortex-A73은 ARM 홀딩스의 소피아 디자인 센터에서 설계한 ARMv8-A 64비트 명령어 집합을 구현하는 중앙 처리 장치이다. Cortex-A73은 2-와이드 디코드 비순차적 슈퍼스칼라 파이프라인이다. Cortex-A73은 Cortex-A72의 후속작으로, 30% 향상된 성능 또는 30% 향상된 전력 효율을 제공하도록 설계되었다.

## 디자인
Cortex-A73의 디자인은 32비트 ARMv7-A Cortex-A17을 기반으로 하며, 전력 효율과 지속적인 최고 성능에 중점을 둔다. Cortex-A73은 주로 모바일 컴퓨팅을 대상으로 한다. 리뷰에서 Cortex-A73은 Cortex-A72에 비해 정수 IPC는 개선되었지만, 부동소수점 IPC는 더 낮았다.

## 라이선스
Cortex-A73은 라이선스 사용자에게 SIP 코어로 제공되며, 이 설계는 다른 SIP 코어(예: GPU, 디스플레이 컨트롤러, DSP, 이미지 프로세서 등)와 통합하여 하나의 다이에 시스템 온 칩(SoC)을 구성하는 데 적합하다.
Cortex-A73은 또한 ARM의 세미 커스텀 'Built on ARM' 라이선스를 통해 수정된 최초의 ARM 코어이다. Kryo 280은 최초로 출시된 세미 커스텀 제품이지만, 일반 Cortex-A73에 비해 어떤 수정이 이루어졌는지는 발표되지 않았다.

## 제품
2016년에 출시된 하이실리콘 기린 960은 4개의 Cortex-A73 코어(2.36 GHz 클럭)를 '빅' 코어로 사용하여 4개의 '리틀' ARM Cortex-A53 코어와 함께 Big.LITTLE 배열을 구성한다.
미디어텍 헬리오 X30은 2개의 Cortex-A73 코어(2.56 GHz)를 '빅' 코어로 사용하여 4개의 Cortex-A53 및 4개의 Cortex-A35 '리틀' 코어와 함께 데카코어 big.LITTLE 배열을 구성한다.
퀄컴이 2017년 3월 스냅드래곤 835에 출시한 Kryo 280은 수정된 Cortex-A73 코어를 사용한다. 이 SoC는 8개의 Kryo 280 코어를 big.LITTLE 배열로 두 개의 4코어 블록으로 구성하며, 각각 2.456 GHz와 1.906 GHz로 클럭된다. 퀄컴이 일반 Cortex-A73 코어에 대해 어떤 수정을 가했는지는 알려져 있지 않으며, 그 결과 Kryo 280 코어는 정수 IPC가 증가했다. Kryo 260 또한 Cortex-A73 코어를 사용했지만, Kryo 280보다 낮은 클럭 속도로 Cortex-A53 코어와 함께 사용되었다.
Cortex-A73은 삼성 엑시노스 7885, 미디어텍 헬리오 P 시리즈, 기타 하이실리콘 기린 모델과 같은 광범위한 미드레인지 칩셋에도 탑재된다. 스냅드래곤 636/660과 마찬가지로, 이 칩셋 대부분은 big.LITTLE 구성으로 4개의 A73 코어와 4개의 A53 코어를 구현하지만, 일부 삼성 칩의 저가형 모델은 2개의 A73 코어와 6개의 A53 코어만 구현한다.

## 같이 보기
- ARM Cortex-A72, 이전 버전
- ARM Cortex-A75, 후속 버전